# 曼弗雷德·卡尔茨
曼弗雷德·卡尔茨（德語：Manfred Kaltz，1953年1月6日—）是一名德国前足球运动员，他在1971年至1991年期间随汉堡足球俱乐部共参加过581场德甲比赛，并代表德国国家足球队出场69次。他因出色的弧线球技术而广为人知。